# 化学文摘社
化学文摘社（英語：Chemical Abstracts Service，缩写：CAS），位于美国俄亥俄州哥伦布，是美国化学会（ACS）的一个分支机构，负责整理并发行《化学文摘》及其相关产品。
化学文摘社提供世界上最大的公开披露的化学相关信息的数据库，并且提供相关的文献检索软件为用户提供原始文献和专利的链接。尽管不同的数据库及检索工具有不同的名称，它们通常被统称为“化学文摘”。

## 印刷期刊
《化学文摘》（Chemical Abstracts）是一份期刊索引，提供多种工具，例如SciFinder（科学文献查询）以及标记关键词、摘要、公开内容索引和最近发表的科学文献中的化合物结构。它每年监测大约8,000种学术期刊、技术报告、学位论文、会议论文集和新书，至少有50种不同的语言版本，以及来自27个国家和两个国际组织的专利说明书。《化学文摘》于2010年1月1日停止印刷出版。

## 数据库
化学文摘社提供若干化学相关信息数据库，其中支持不同产品的两个最基本的数据库是CAplus（化学文摘额外数据库）和注册数据库（Registry）：
- CAplus包含世界范围内的化学期刊和其他科学期刊上的化学相关文章的文献目录检索信息以及摘要，超过2700万条文献和1.7亿引用记录。
- Registry包含3400万种无机及有机化学物质的15亿余条属性数据、1400万条反应以及5900万DNA序列2008年4月数据。
  - 化学物质属性信息来自化学文摘社，使用CAS号对物质进行检索。
  - DNA序列信息由化学文摘社和美国国家生物技术信息中心的GenBank共同提供。

### CAS参考文献
CAS参考文献包括全球化学期刊中所有文章的书目信息和摘要，以及所有科学期刊、专利和其他科学出版物中的化学相关文章。

### 注册数据库
截至2023年，CAS注册数据库包含超过2亿种有机和无机物质以及约7000万种蛋白质和核酸序列的信息。序列信息来自CAS和美国国立卫生研究院的基因银行数据库（GenBank）。化学信息由CAS生成，并由CAS注册系统准备，该系统使用特定的CAS注册编号、索引名称和化学结构的图形表示来标识每种化合物。
根据国际纯化学与应用化学联盟（IUPAC）的规则，化学名称的分配是按照CA（化学文摘）索引名称的化学命名规则进行的，与国际标准IUPAC名称略有不同。

## 产品与检索工具
化学文摘社数据库可通过两个主要数据库系统STN和SciFinder访问：
- STN检索系统由美国化学会化学文摘社、德国莱布尼茨学会卡尔斯鲁厄专业信息中心（英语：FIZ Karlsruhe）等共同经营，提供化学文摘等各学科数据库检索服务，包含STN on Web、STN Express网络检索服务和STN Ana Vist、STN Viewer软件工具。
- SciFinder是化学文摘社自己开发的检索软件，定位于服务商业客户，同时它也有服务科学研究的SciFinder学者版（SciFinder Scholar）。

除了使用检索工具外，还可以通过Science IP直接向化学文摘社提出检索请求，Science IP的专业团队会根据客户需要提供定制的检索报告。

### STN

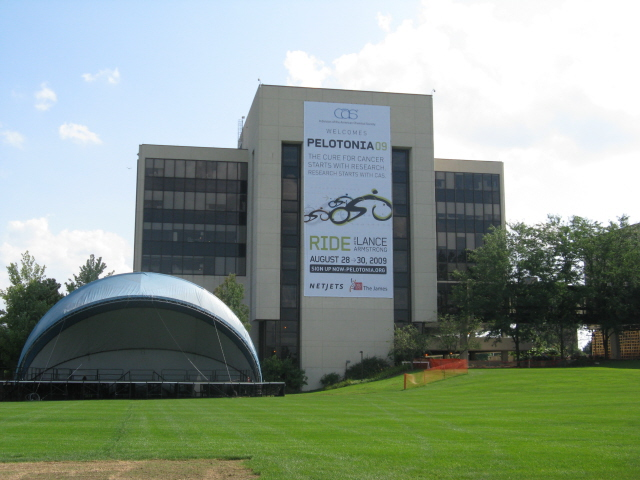
2009年8月，化学文摘社B楼。俄亥俄州哥伦布市

STN（全称为Scientific & Technical Information Network，即科学与技术信息网络）国际数据库由CAS和卡尔斯鲁厄专业信息中心联合运营，主要面向信息专业人士，使用命令语言界面。除了CAS数据库外，STN还提供许多其他数据库的访问，例如Dialog数据库。

### SciFinder
SciFinder（科学文献查询）是一个化学和文献信息数据库。最初它仅作为客户端应用程序提供（适用于微软Windows和麦金塔操作系统（MacOS）），2008年发布了网页版。那时它已经有了图形界面，能够对化学结构和反应进行图形搜索（第一个允许此类功能的数据库），以及对化学和相关学科的文献进行关键词搜索。SciFinder Scholar（科学文献查询学者）是一款非常相似的产品，专为学术机构开发，但于2023年停产。
2017年，美国化学学会发布了SciFinder-n（科学文献查询网络新版），这是一款仅限网络的产品，具有相同的数据内容以及改进的用户界面和搜索功能。
SciFinder被认为是全球最好的化学信息来源，其相关信息源数量远远超过科学网（Web of Science）或斯科普斯（Scopus）与雷克西斯（Reaxys）。 然而，由于其独特且不寻常的搜索功能，需要大量的培训才能充分利用SciFinder的功能。

### CASSI
CASSI的英文全称为Chemical Abstracts Service Source Index（即化学文摘社服务来源索引）。自2009年以来，这本曾经的印刷版和光盘只读存储器（CD-ROM）汇编可作为免费在线资源使用，用于查找和确认出版信息。在线CASSI搜索工具提供选定期刊的标题和缩写、CODEN、国际标准期刊号（ISSN）、出版商和首次发行日期（历史记录）。还包括其文本语言和摘要语言。
数据库涵盖1907年至今的期刊和非期刊科技出版物。数据库每季度更新一次。 Beyond CASSI列出了早期化学文献和其他历史参考资料中的缩写期刊名称。

## 历史

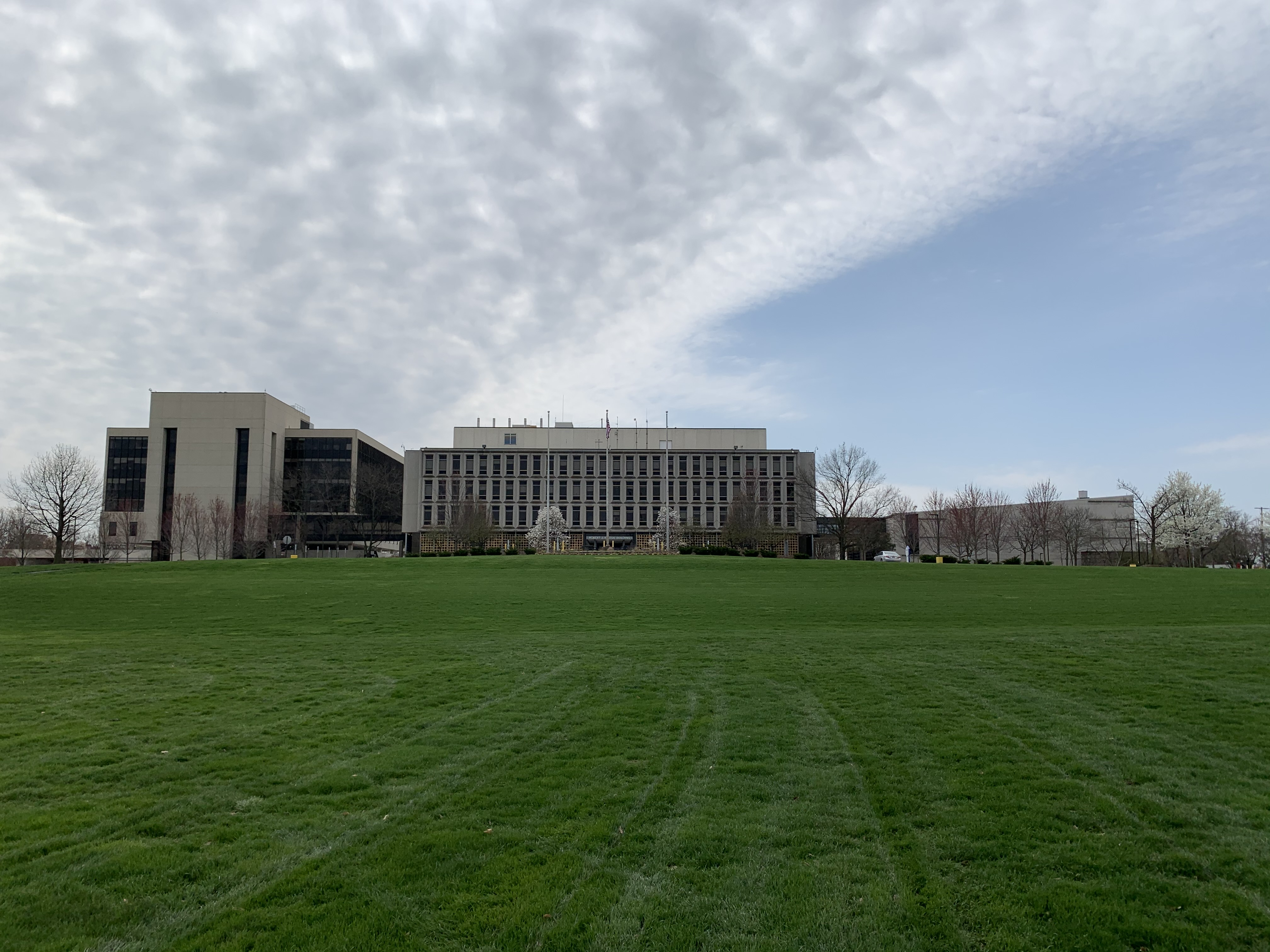
中队总部大楼，于1965年竣工，1973年增建（左侧）。俄亥俄州哥伦布市

“化学文摘”（Chemical Abstracts，简称CA）最初是一项志愿者工作，并由此发展起来。志愿文摘员的使用在1994年逐步停止。自1907年以来，“化学文摘”一直以某种方式与美国化学学会保持联系。
化学文摘始于1907年，化学文摘社成立于1956年，以下为其简史：
1907年，时任美国化学会志主编的威廉·A·诺伊斯扩充了于1895年创刊的《美国化学研究评论》（Review of American Chemical Research），将其中的文献摘要部分独立出来，创立了化学文摘半月刊，每年一卷，该被扩充文刊是一本由阿瑟·诺伊斯于1895年创办的文摘出版物，也是《化学文摘》的前身。当人们意识到需要一本包含这些文献摘要的单独出版物时，威廉·诺伊斯成为了新出版物《化学文摘》的首任编辑。自1909年以来，“化学文摘”的办公室一直设在俄亥俄州立大学哥伦布校区的各个地方，包括麦克弗森（McPherson）实验室和沃茨大厅。1965年，化学文摘社购置了位于俄亥俄州立校园北部的土地，拥有了自己独立的办公场所，该迁至地位于俄亥俄州立大学校园北面奥兰坦吉河西岸一个占地50英畝（200,000平方）的新址，并一直留在了哥伦布。该校区在哥伦布地区广为人知，并因多次举办哥伦布交响乐团流行音乐会而闻名。2009年，该校区由三栋建筑组成。
1956年，化学文摘社成为美国化学学会的一个分支机构，埃文·J·克兰成为该社的第一任社长。克兰自1915年起就担任化学文摘编辑，他的奉献精神是该社长期成功的关键因素，在他的推动下，化学文摘索引系统成为了化学类二次文献的标准。1956年，化学文摘社取代之前的化学文摘编辑部成为了美国化学会的一个正式分支部门。
1958年克兰退休后，戴尔·B·贝克接任化学文摘社主任。据化学文摘社称，他对化学文摘社潜力的远见卓识“促成了化学文摘社的扩张、现代化以及与其他信息组织建立国际联盟”，在他任期的28年内，化学文摘先是由半月刊改为双周刊（1961年）又改为周刊（1967年），并且于1966年转向自动化编排。化学文摘社也从美国化学会的出版系统中独立出来，成为美国化学会的最大营业收入。化学文摘社是利用计算机技术组织和传播信息的早期领导者。
美国化学文摘社 (CAS) 化学登记系统于1965年问世。化学文摘社开发了一套独特的登记编号来识别化学物质。如今，美国环境保护署和世界各地的消防部门等机构都依赖这些编号来确认物质的真伪。据美国化学学会 (ACS) 称，这是世界上最大的化学物质数据库。CAS号成为检索化学品的标准，造福了整个化学研究界。化学文摘社在线检索服务于1980年开始提供服务，随后于1983年起和德国卡尔斯鲁厄专业信息中心合作推出STN检索服务。
1965年，化学文摘社离开俄亥俄州立大学的办公室，迁至校园北侧的新总部。1971年，由建筑师布鲁贝克与勃兰特设计的大楼破土动工，扩建后可容纳每年印刷的40万份新研究报告的审阅。这座五层建筑占地142,000平方米，于1973年5月开放。
化学文摘設为化学及相关研究提供了最全面的资料库，为此，在其创立100周年之际（2007年6月14日），美国化学学会将其化学文摘社服务分部指定为美国化学学会全国历史性化学里程碑之一，以表彰其作为化学和相关科学研究综合存储库的重要性。
2021年，化学文摘社进行了品牌重塑，并更换了徽标。该组织更新了其使命，更加注重动态响应，以应对科学行业和社区的持续变化。
2022年，化学文摘社宣布在其通用化学项目中以开放许可的方式发布近50万个CAS注册号。